# Rathaus Altenburg

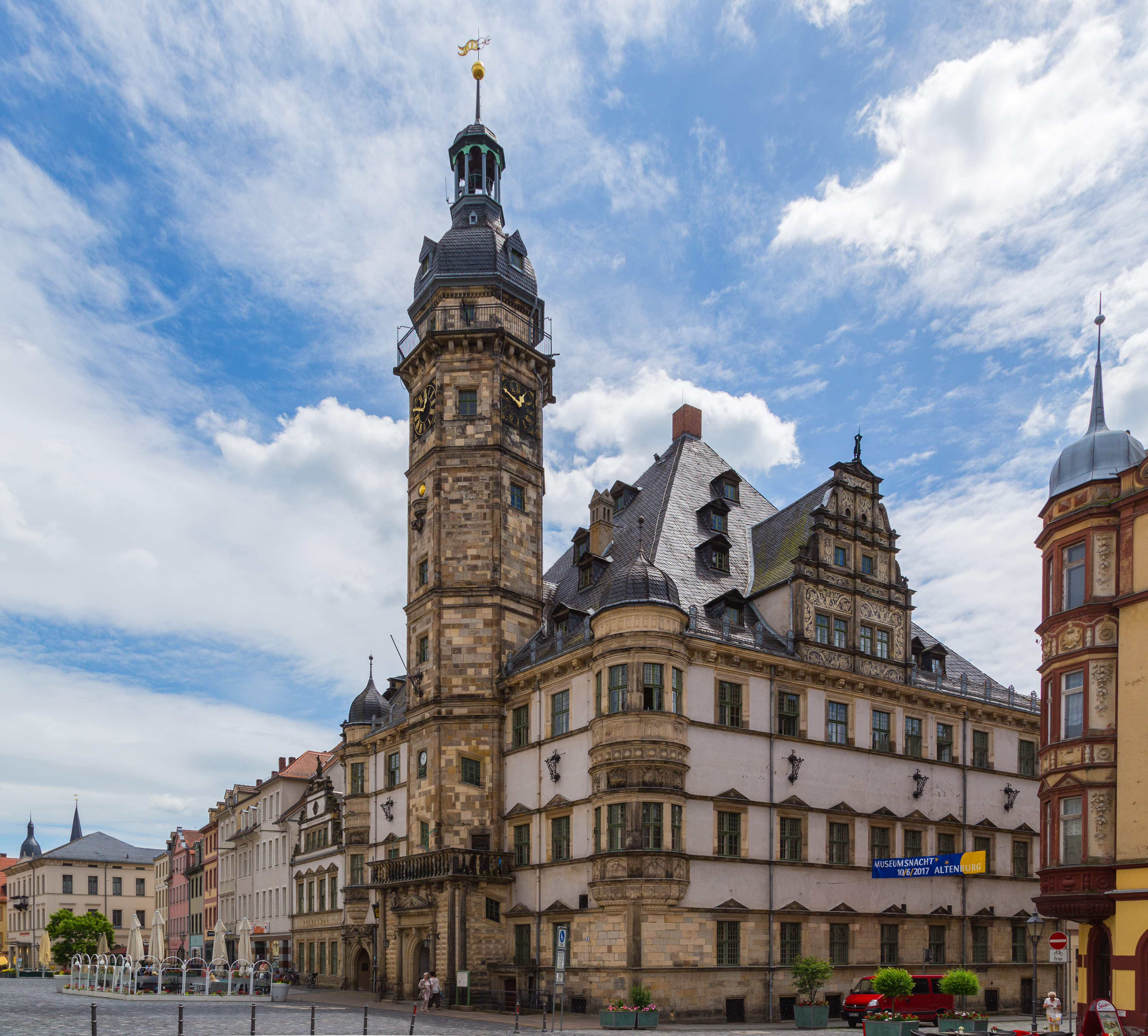
Das Altenburger Rathaus (2017)

Das Altenburger Rathaus ist das Rathaus der Stadt Altenburg im Osten von Thüringen. Es ist Sitz der Stadtverwaltung. Der ab 1561 errichtete Bau gilt als eines der bedeutendsten Renaissance-Rathäuser Deutschlands. 

## Architektur
Das Rathaus ist ein dreigeschossiger, rechteckiger Bau auf einem Eckgrundstück an der Südseite des Altenburger Marktplatzes. Die Fassade ist regelmäßig durch Fenster und Gesimse gegliedert. Zusätzlich sind einige Fenster mit Fenstergiebeln versehen. An der Frontseite ist mittig ein achteckiger Treppenturm angebracht. Er besitzt einen rechteckigen Sockel und ist von einer geschweiften Haube gekrönt. Des Weiteren sind an der Vorderseite zwei Eck-Erker angebracht, wie dies auch an sächsischen Rathäusern dieser Zeit verbreitet war (z. B. in Leipzig und Torgau). An den Erkern befinden sich Reliefdarstellungen von Bibelszenen, sächsischen Herzögen und Eroten. Die drei Portale des Rathauses sind rundbogig und mit Säulen umrahmt. In den Giebelfeldern befinden sich Gaffköpfe. 
Im Erdgeschoss ist der Ratskeller untergebracht. Er verfügt über Kreuzgratgewölbe, die auf Säulen mit figürlichen Kapitellen ruhen. 

## Geschichte
Das Rathaus wurde zwischen 1561 und 1564 errichtet. Die Pläne hierfür stammten von Nikolaus Gromann und die Durchführung des Baus wurde von Caspar Böschel geleitet. Alle Bildhauerarbeiten im und am Rathaus stammen aus der Werkstatt Hermann Werners aus Gotha und sind teilweise an italienischen Vorbildern orientiert. Bereits 1663 wurde das Rathaus erstmals renoviert, 1864 folgte eine zweite Restaurierung. 1923/1924 wurde ein Anbau für die Stadtsparkasse angefügt, der im stilistischen Einklang mit dem Rathaus steht.